# الدمن (السدة)

تعديل مصدري - تعديل

الدمن محلة تابعة لقرية الاحواد، التابعة لعزلة الاعماس بمديرية السدة إحدى مديريات محافظة إب في الجمهورية اليمنية.، بلغ تعداد سكانها 25 حسب تعداد اليمن لعام 2004.